# عبادة عياش
عبادة عياش (1996) فنان سينمائي ومسرحي وشاعر ورسام.

## من مواليد
ولد 28 / 7 في دمشق في حي الميدان أحد أهم واعرق الاحياء الدمشقية.

## دراسته
درس الابتدائية في مدرسة «عزة الاموية» وتلقى دراسته الإعدادية في إعدادية «ياقوت الحموي» ودرس الثانوية في مدرسة «دار الحكمة», ثم ثانوية «أحمد بهجت» في مصر، والتحق بعدها بالمعهد العالي للسينما في مصر.

## حياته
بعد ذلك بدأت الاحتجاجات السورية في 15 مارس 2011 , وقد عاش في سوريا حتى سبتمبر 2012 وسافر بعدها إلى مصر برا إلى لبنان وجوا إلى القاهرة حيث تابع تعليمه الثانوي في القاهرة.

## أعماله
شارك في العديد من الأعمال الدرامية السورية والمصرية، كما أنه شارك في الكثير من المسرحيات في سوريا ومصر.
-مسرحية اسطبل عنتر
ويقوم حاليا بالتحضير للعديد من الأفلام الروائية القصيرة
كما أن له الكثير من دواوين الشعر وكذلك اللوحات الفنية.